# Gyárvárosi zsinagóga (Temesvár)
A temesvári gyárvárosi zsinagóga műemlék épület Romániában, Temes megyében. A romániai műemlékek jegyzékében a TM-II-m-B-06126 sorszámon szerepel.

## Története
1897 és 1899 között épült Baumhorn Lipót tervei alapján. Orgonáját a Wegenstein Lipót és Fiai Orgonagyár építette 1900-ban.
A temesvári zsidóság megfogyatkozásával az 1970-es évek második felében hitéleti szerepe megszűnt, azóta használaton kívül van.
2023-ban a város önkormányzata 49 évre haszonbérbe vette, és fel kívánja újítani. A sürgős állagmegóvási munkákat az Art History Construct cég nyerte el, melynek nettó költsége csaknem 1 millió lej; a teljes helyreállítást ennek a tízszeresére becsülik. 2024-ben az amerikai World Monuments Fund 100 000 dollárt ajánlott fel a helyreállítás céljára, melynek keretében kiválasztja a műemléket felmérő és a műszaki tanulmányt elkészítő céget, és közreműködik az épület leendő funkciójának megtalálásában.
2024 novemberében a Temesvári Városháza által leszerződött kivitelező 12 hónapos határidővel megkezdte a munkát: Az első szakaszban a tetőburkolat javítása zajlik a beszivárgások megakadályozása érdekében, a falak réseit betömik, megerősítik az összeomlás veszélyeztette belső elemeket, intézkedéseket tesznek a vitráliák védelmére.

## Leírása
Az épület historizáló stílusú, neomór, neogótikus és neoreneszánsz elemekkel.